# Valle de Tudela
Valle de Tudela fue un municipio español de la provincia de Burgos, ya desaparecido. Acabó integrado en el de Valle de Mena.

## Historia
El municipio, del que formaron parte lugares como Santa María del Llano de Tudela, Berrandúlez, Lorcio y Valluerca, desapareció de cara al censo de 1857, al incorporarse al de Valle de Mena.